# Apatura pseudoiris
Apatura pseudoiris är en fjärilsart som beskrevs av Ruggero Verity 1913. Apatura pseudoiris ingår i släktet Apatura och familjen praktfjärilar. Inga underarter finns listade i Catalogue of Life.